# James Jacks
James Jacks (29 dicembre 1947 – Los Angeles, 20 gennaio 2014) è stato un produttore cinematografico statunitense.
James è cresciuto in una famiglia di militari. Si è laureato al Carnegie Mellon University. Ha lavorato alla Wall Street financial analyst, prima di decidere di diventare uno scenografo. La sua carriera come scenografo non riuscì a decollare, quindi decise di diventare un produttore cinematografico, riscuotendo molto successo. 
Jacks è morto il 20 gennaio 2014 a Los Angeles per via di un attacco cardiaco.

## Filmografia
- Arizona Junior (1987)
- La vita è un sogno (1993)
- 4 fantasmi per un sogno (1993)
- Senza tregua (1993)
- Tombstone (1993)
- Villaggio dei dannati (1995)
- Generazione X (1995)
- Don't Look Back (1996)
- Michael (1996)
- The Jackal (1997)
- Soldi sporchi (1998)
- La mummia (1999)
- The Gift - Il dono (2000)
- Attila (2001)
- Ritorno dal paradiso (2001)
- La mummia - Il ritorno (2001)
- Rat Race (2001)
- Il Re Scorpione (2002)
- Indagini sporche (Dark Blue) (2002)
- The Hunted - La preda (2003)
- Prima ti sposo, poi ti rovino (2003)
- La mummia - La tomba dell'Imperatore Dragone (2008)
- Il Re Scorpione 2 - Il destino di un guerriero (2008)
- Il Re Scorpione 3 - La battaglia finale (2012)